# Łukasz Stasiak
Łukasz Stasiak (ur. 19 listopada 1986 w Słupsku) – polski piłkarz, piłkarz plażowy, reprezentant w piłce nożnej plażowej. 
Na trawie obecnie reprezentuje IV-ligowy Gryf Słupsk, gdzie jest najlepszym strzelcem w historii klubu (147 wyst. 140 goli).
Na piasku reprezentuje Futsal & Beach Soccer Kolbudy, 

## Osiągnięcia

### Mistrzostwa Polski
- Trzecie miejsce MP Beach Soccer: 2021
- Trzecie miejsce MP Beach Soccer: 2016
- Czwarte miejsce MP Beach Soccer: 2014

### Puchar Polski
- Zwycięzca Beach Soccer: 2021
- Trzecie miejsce PP Beach Soccer: 2019

### Król Strzelców
- Junior Makroregion (woj. Pomorskie) sezon 2002/2003 (28 bramek)
- IV liga Pomorska w sezonie 2014/2015 (51 bramek)
- III ligi grupy II w sezonie 2016/2017 (24 bramki)[1].
- IV liga Pomorska w sezonie 2017/2018 (32 bramki)